# Vimeo
Vimeo est un site web communautaire destiné au partage et au visionnage de vidéos réalisées par les utilisateurs. Ce site a été lancé en novembre 2004 en tant que division de Connected Ventures, qui appartenait également à CollegeHumor, pour ensuite devenir une filiale du groupe américain IAC (InterActiveCorp) en août 2006. Depuis mai 2021, Vimeo est une compagnie indépendante.

## Histoire
Jake Lodwick (en) et Zach Klein (en) sont les deux concepteurs.
Le nom « Vimeo » a été imaginé par le cofondateur de l'entreprise, Jakob Lodwick. Celui-ci a mélangé le substantif « video » (vidéo en anglais) et le pronom « me » (moi en anglais). Le résultat est aussi une anagramme du mot « movie » ("film" en anglais américain).
Vimeo est lancé en novembre 2004 par des cinéastes, vidéastes et des créateurs de vidéos qui voulaient partager leur travail créatif.
En 2007, une nouvelle version avec une nouvelle interface de Vimeo est lancée.
Le 15 janvier 2015, Maker Studios signe un contrat de production de contenu par ses contributeurs pour le service à la demande de Vimeo,.
En 2020, Vimeo annonce un partenariat avec Pinterest afin que les utilisateurs de Vimeo Create puissent téléverser directement leur contenu sur les deux plateformes.

### Identité visuelle (logo)

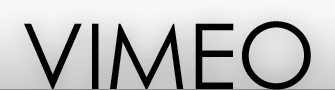
Logo en novembre 2004.
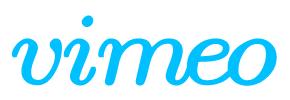
Logo en 2005-2006.
Version actuelle depuis 2006.

## Popularité
En avril 2010, le site compte plus de 3 300 000 membres, avec un peu plus de 17 000 vidéos envoyées chaque jour. Par ailleurs, il hébergeait 76 749 chaînes.
En juin 2018, Vimeo déclare héberger plus de 70 millions de créateurs de vidéos, dont plus de 92 000 chaînes.

## Abonnements
Contrairement à la plupart des sites principaux d'hébergement vidéo, Vimeo n'affiche pas des publicités sur son site web, ses applications ou ses vidéos intégrées. Vimeo offre plutôt sa plate-forme aux créateurs de contenus en tant que modèle software as a service (SaaS, ou logiciel en tant que service). Le site offre un forfait de base sans frais, limité au téléversement de deux vidéos par mois et 25 vidéos en tout pour les comptes créés depuis le 22 août 2022. Les anciens comptes gratuits imposent une limite hebdomadaire de 500 Mo, et, depuis 2018, une limite globale de 5 Go par compte.
Les abonnements payants, introduits en 2008 sous le nom Vimeo Plus, offrent davantage de téléversements. Depuis ce temps, d'autres forfaits plus dispendieux avec davantage de fonctionnalités sont offerts par Vimeo. Depuis le 22 août 2022, le forfait Vimeo Plus à $13/mois ou 101$/an (dollar canadien) est uniquement offert aux anciens comptes. Les nouveaux comptes peuvent s'abonner au forfait Vimeo Starter pour CA$22/mois ou CA$168/an. Les forfaits supérieurs sont uniquement proposés par paiement annuel, et bien qu'ils soient généralement plus cher que Vimeo Plus et Vimeo Starter, le forfait Vimeo Standard coûte $264/an, qui est équivalent à $22/mois.

## Philosophie
Afin de développer une forte communauté de créateurs de films amateurs, Vimeo surveille le contenu déposé par ses utilisateurs et n'autorise pas les vidéos à caractère trop commercial ou marketing, les enregistrements de jeux, la pornographie, ni tout autre contenu non créé par les utilisateurs.
Les conditions d'utilisation stipulent que celui qui met en ligne la vidéo est aussi le créateur de cette vidéo.

## Vimeo festival
Chaque année, se déroule le « Vimeo Festival Award ».

Logo du festival et prix Vimeo en 2011.
Logo du festival et prix Vimeo en 2012.

## Distinctions
- Open Web Awards 2007 (Annual Mashable Awards) : nommé dans la catégorie « meilleur site partage vidéos »[24].
- 2008[25] et 2009[26] : lauréat du prix CNET Webware 100 dans la catégorie « vidéo ».
- 2009 : désigné comme l'un des 50 meilleurs sites de l'année par le Time Magazine.[réf. souhaitée]

## Acquisition
Vimeo a annoncé l'acquisition d'Echograph, une application pour iPhone et iPad créée par Clear-Media pour aider les utilisateurs à réaliser du contenu vidéo de qualité très facilement.

## Censure
En Turquie, le 30 septembre 2010, le gouvernement - qui interdisait déjà YouTube depuis 2007 - a pris la même décision concernant Vimeo.
Vimeo est complètement bloqué en Chine.
En Inde, après des blocages partiels en 2012 dus à des violations de copyright,, Vimeo a été bloqué en décembre 2014 pour cause de diffusion de la propagande du groupe djihadiste Daesh.
En mai 2014, l'Indonésie ordonne l'interdiction de Vimeo, accusé par les autorités « d'héberger des clips pornographiques ». Cette interdiction est perçue comme une censure par le site de partage et les utilisateurs.